# Brazo de Stonewall Jackson
El brazo de Stonewall Jackson es la extremidad amputada del oficial militar confederado Stonewall Jackson. Jackson resultó herido en la batalla de Chancellorsville el 2 de mayo de 1863, y el Dr. Hunter McGuire le amputó el brazo izquierdo. El capellán Beverly Tucker Lacy hizo enterrar el brazo en Ellwood Manor, una casa propiedad del hermano de Lacy. Jackson murió el 10 de mayo. El oficial de personal confederado James Power Smith hizo erigir un monumento de granito para la tumba del brazo en 1903, aunque no se sabe con qué precisión el marcador de Smith representa la verdadera ubicación del brazo. La leyenda sostiene que Smedley Butler hizo exhumar el brazo en 1921, aunque la exactitud de los hechos de esta historia es dudosa. Si bien se desconoce dónde se encuentra ahora el brazo, o si aún existe, el marcador se ha convertido en un sitio turístico.

## Trasfondo
Thomas J. Jackson nació el 21 de enero de 1824. Asistió a la Academia Militar de los Estados Unidos y, después de graduarse en 1846, sirvió en el Ejército de los Estados Unidos, incluido el servicio en la Guerra México-Estadounidense. En 1852, renunció al ejército y comenzó a enseñar en el Instituto Militar de Virginia. Después del comienzo de la Guerra de Secesión en 1861, Jackson fue oficial de la milicia de Virginia y se unió al bando de los Estados Confederados de América. En la primera batalla de Bull Run, ganó fama y el apodo de Stonewall («Muro de piedra»). Sirviendo como oficial de alto rango en el Ejército de Virginia del Norte bajo Robert E. Lee, Jackson luchó en varias batallas y se hizo muy conocido. El 2 de mayo de 1863, en la batalla de Chancellorsville, Jackson dirigió su fuerza en un exitoso ataque de flanco contra el ejército de la Unión. Mientras exploraba frente a sus propias líneas la noche después del ataque por el flanco, Jackson recibió un disparo en un incidente de fuego amigo. Fue herido en tres lugares: uno en la mano derecha y dos en el brazo izquierdo. Unas horas más tarde, el Dr. Hunter McGuire examinó las heridas de Jackson y determinó que su brazo izquierdo necesitaba una amputación. El brazo fue cortado por debajo del hombro, y Jackson había sido sedado con cloroformo.

## Historia posterior a la amputación

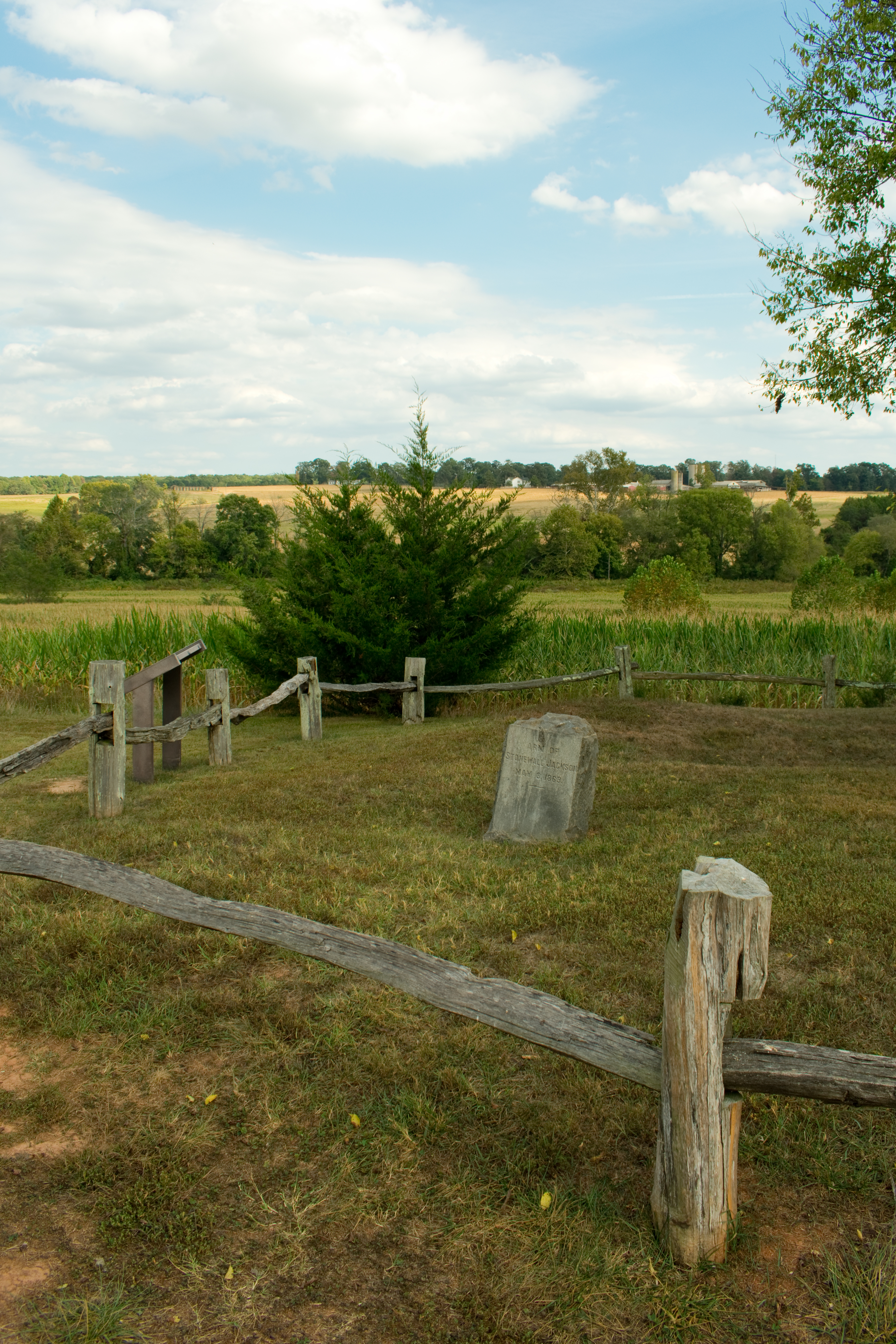
Una vista moderna del marcador de granito.

Mientras ayudaba a preparar al herido Jackson para que lo sacaran del campo de batalla por su seguridad, el capellán Beverly Tucker Lacy notó el brazo de Jackson, envuelto y destinado a ser enterrado en una zanja con otras extremidades amputadas. Creyendo que el brazo merecía un destino mejor, Lacy hizo enterrar el brazo en Ellwood Manor (una casa propiedad del hermano de Lacy), en la parcela familiar allí. El general no fue informado del entierro del miembro. Jackson murió de neumonía el 10 de mayo. Se le preguntó a la viuda de Jackson si deseaba la exhumación del brazo para que pudiera ser enterrado junto con el general, pero se negó después de que le aseguraran que el brazo había recibido cristiana sepultura. Al año siguiente, el 6 de mayo, durante la batalla de la espesura, un soldado federal informó en su diario que algunos de sus compañeros soldados habían exhumado el brazo y luego lo habían vuelto a enterrar, aunque la ubicación del nuevo entierro no es conocido. El primer marcador erigido en el sitio fue uno de granito colocado en 1903 por el exoficial de personal de Jackson, James Power Smith. No se sabe exactamente cómo este marcador ubica el lugar de entierro del brazo de Jackson. Se sabe que otros marcadores colocados por Smith en los campos de batalla son «de naturaleza bastante aproximada». El marcador lleva las palabras Arm of Stonewall Jackson May 3, 1863 («Brazo de Stonewall Jackson 3 de mayo de 1863»). A pesar de que el cementerio contiene las tumbas de 15 personas, el único monumento funerario es el del brazo.
En 1921, una fuerza del Cuerpo de Marines de los Estados Unidos llevó a cabo un gran simulacro de batalla en el campo de batalla de la batalla de la espesura, dirigido por Smedley Butler. Entre los visitantes se encontraban el presidente de los Estados Unidos, Warren G. Harding, y su esposa, Florence Harding. Los Harding se quedaron en Ellwood durante su visita, y se informó que Florence visitó el lugar del entierro del brazo de Jackson. A fines de la década de 1930, una historia de la familia propietaria de Ellwood había comenzado a circular afirmando que a Butler se le había dicho y no creía en la afirmación de que el brazo de Jackson había sido enterrado en el sitio, y ordenó una excavación hecha por un escuadrón de infantería de marina. La historia afirma que Butler y los marines encontraron los restos del brazo y lo volvieron a enterrar en un contenedor de metal. Otras versiones de la historia han afirmado que el brazo recibió un saludo de 21 cañonazos al volver a enterrarlo. Una cuenta afirma que Butler presentó un informe sobre lo que había sucedido, pero tal informe no ha sido localizado. La historia familiar también afirma que Butler volvió a visitar el sitio mucho después del simulacro de batalla de 1921.
Si bien la historia sobre la visita de Butler se repite en un marcador histórico cerca del sitio y se ha publicado con frecuencia, se cuestiona la precisión fáctica de la leyenda. Ellwood quedó bajo el control del Servicio de Parques Nacionales (NPS), y el NPS realizó un estudio arqueológico en el sitio. El estudio no encontró evidencia de tierra removida alrededor del marcador, y los intentos de NPS de ubicar el contenedor de metal con un detector de metales no lograron encontrar dicho contenedor. Un comunicado de prensa de NPS de 2010 incluyó la conclusión de que «el brazo nunca fue desenterrado. Ciertamente no se volvió a enterrar en la caja cerca del marcador» y expresó la creencia de que la historia de Butler era falsa. El comunicado de prensa también señaló que el NPS no había podido encontrar documentación que respaldara la historia anterior a 1940. Un historiador del NPS también rechazó las afirmaciones de que el brazo fue robado o que está almacenado en algún lugar.
Una placa de metal que dice «Un tributo a la memoria de Stonewall Jackson por parte de la Fuerza Expedicionaria de la Costa Este de los Marines de los Estados Unidos. 26 de septiembre - 4 de octubre de 1921» se colocó anteriormente en el marcador de 1903. Se desconoce cuándo se colocó esta placa, aunque se ha afirmado que se agregó durante el simulacro de batalla de 1921. En una fecha desconocida, la placa se erosionó, o se eliminó del marcador de granito. Desde entonces ha sido guardada. Chris Mackowski, escribiendo para Civil War Times, cuestiona por qué Butler habría hecho preparar un marcador si no hubiera sabido sobre el brazo antes del ejercicio de 1921, pero también se pregunta por qué se habría instalado en el marcador si el sitio fue excavado. y se encontró vacío.
Mackowski escribe que excavar con frecuencia en el parque podría haber hecho que el brazo no se pudiera ubicar, o que el brazo podría haberse desintegrado por completo con el tiempo. Sin embargo, concluye que «con toda probabilidad, el brazo perdido de Stonewall Jackson todavía está en el cementerio de la familia Ellwood». El historiador de NPS, Frank O'Reilly, afirma que cree que el brazo de Jackson fue enterrado en el área, pero que ya no existe o está enterrado en un lugar perdido en otra parte del cementerio. El marcador se ha convertido en una atracción turística. Mackowski y el historiador Kristopher D. White han comparado el monumento del brazo de Jackson con el monumento de la bota por la herida de Benedict Arnold en la batalla de Saratoga, la exhibición de la pierna ortopédica de Santa Anna en un museo en Illinois y la exhibición del museo de la pierna de Daniel Sickles.

## Lectura adicional
- Arenson, Adam (2 de mayo de 2012). «Stonewall Jackson's Arm Lies Here». The Atlantic (en inglés)., un artículo que refleja el simbolismo del monumento del brazo como ejemplo de sacrificio militar.

- Datos: Q117195574